# Fundo Góes Monteiro
O Fundo Góes Monteiro, ou Fundo Góis Monteiro, é um fundo do Arquivo Nacional, que reúne itens relacionados a Pedro Aurélio de Góes Monteiro. O acervo compreende documentos sobre política brasileira, principalmente dos anos 1920 a 1950, especificamente a Coluna Prestes, o tenentismo e o Estado Novo. Há por exemplo documentação secreta sobre o surgimento do varguismo. Os documentos foram doados ao Arquivo Nacional por Conceição Saint-Pastous de Góes Monteiro, em 1979.